# Aviação Nacional
A Aviação Nacional, também conhecida por Aviación Nacional ou Fuerza Aérea Nacional é uma referência às forças aéreas que apoiaram o lado franquista durante a Guerra Civil Espanhola (1936-1939) contra a Força Aérea da República Espanhola. Além da força aérea que apoiava os franquistas, estes também contavam com o apoio material e logístico da Alemanha Nazi e da Itália Fascista, através dos destacamentos aéreos destes países: a Legião Condor e a Aviação Legionária.
Com o final da guerra civil, a força aérea da república foi extinta e substituída pelo novo Exército do Ar, que é o ramo aéreo espanhol que chegou até aos dias de hoje.